# Vassor fria församling
Vassor fria församling är en pingstförsamling i Vassor by i Kvevlax, Korsholm i Österbotten i Finland. Församlingen grundades 1926 med Erik Vesterberg som föreståndare.
Redan 1906–1908 drog en andlig förnyelse fram över bygden som bar tydliga drag av den spirande pingstväckelsen.
I september 1926 invigdes det första bönehuset. Det förstördes i en eldsvåda på 1950-talet. Ett nytt bönehus invigdes den 2 januari 1955. I Vassor har pingströrelsen en lägergård.

## Föreståndare
- Erik Vesterberg
- Viktor Svarvar
- David Klemetz
- Henry Haga
- Valdemar Blomqvist
- Börje Nissfolk
- Rolf Strömvall
- Robert Östman